# Miconia astroplocama
Miconia astroplocama är en tvåhjärtbladig växtart som beskrevs av John Donnell Smith. Miconia astroplocama ingår i släktet Miconia och familjen Melastomataceae.
Artens utbredningsområde är Costa Rica. Inga underarter finns listade i Catalogue of Life.